# Billy West
William Richard West (Detroit, Michigan, 16 de abril de 1952), mais conhecido como Billy West, é um ator e dublador estadunidense, mais bem conhecido por dar sua voz a séries animadas como Ren e Stimpy e Futurama.
Em 1996, West protagonizou as vozes de Pernalonga e Hortelino no filme Space Jam (1996) e também trabalhou em tempo integral no Howard Stern Show. Também trabalhou nas séries animadas Doug e As Aventuras de Jimmy Neutron, o Menino Gênio, ambas da Nickelodeon. Em 1999, dublou o Pica-Pau na série O Novo Show do Pica-Pau. Também dublou Kaptain Skurvy no jogo Donkey Kong Country. Também interpretou ambos Dick Vigarista e Muttley no videogame da série Corrida Maluca.
Ele e Joe Alaskey são conhecidos como os melhores dubladores, tão impressionantes como Mel Blanc em seus melhores tempos de Pernalonga, Patolino, Hortelino e outras personagens dos desenhos animados da Warner Bros.
West também é compositor canta na banda Billy West and The Grief Counsellors.